# برگه تقلب

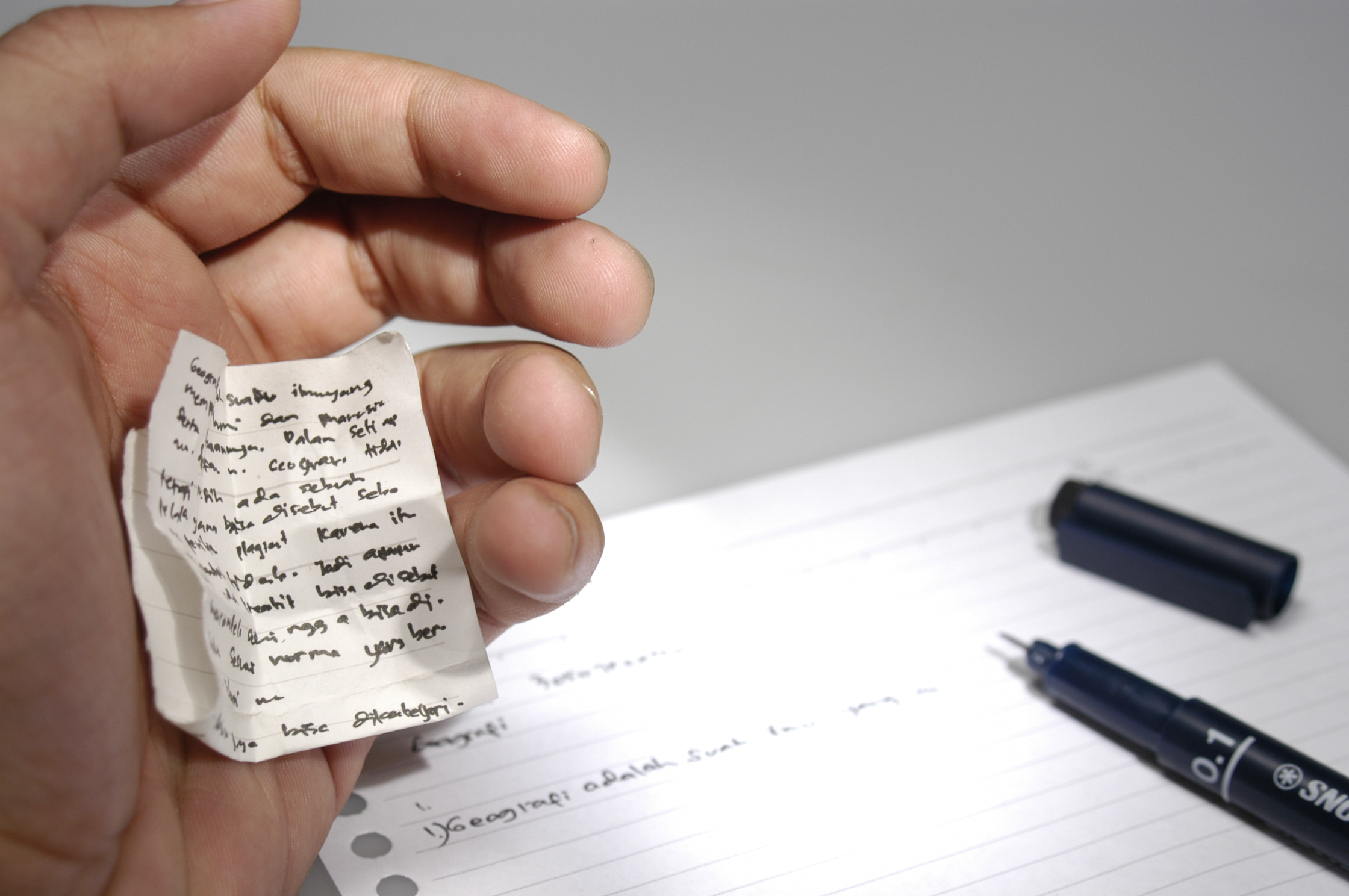
یک برگ تقلب است که بر خلاف قوانین یک آزمون ممکن است نیاز باشد اندازه کوچک برای پنهان کردن در کف دست استفاده شود

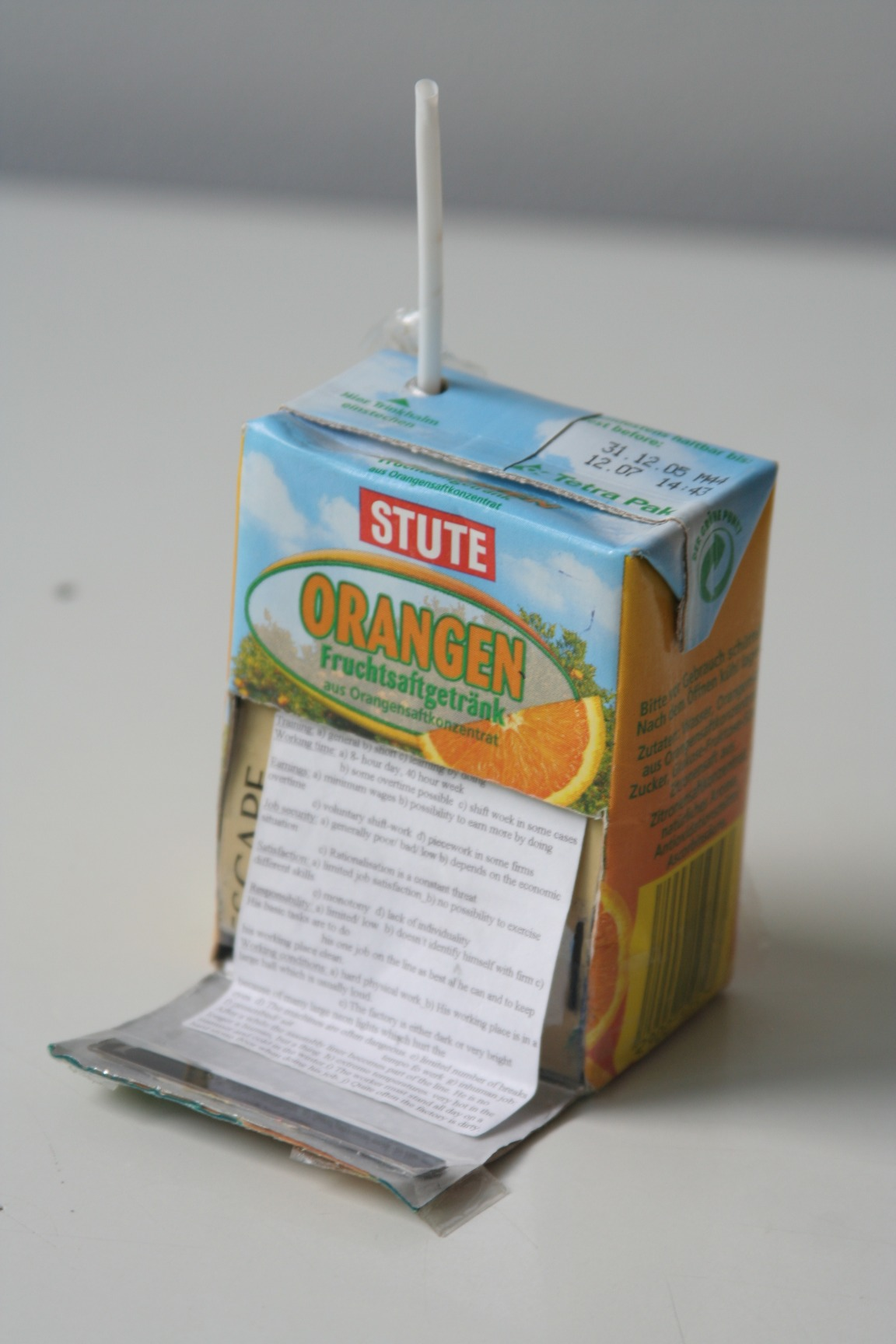
یک برگ تقلب در یک جعبه آبمیوه

برگه تقلب مجموعه ای مختصر و کوچک است که بعنوان یادداشت بوده تا بعنوان مرجع سریع در آزمون استفاده شود. که به آن برگ تقلب نیز گفته می‌شود.